# Thomas Endres
Thomas Endres (ur. 12 września 1969 w Würzburgu) – niemiecki florecista, srebrny medalista igrzysk olimpijskich i mistrzostw świata.
Na igrzyskach olimpijskich w Seulu w 1988 roku reprezentacja RFN w składzie: Mathias Gey, Thorsten Weidner, Matthias Behr, Ulrich Schreck i Thomas Endres zdobyła drużynowo srebrny medal. W zawodach indywidualnych nie startował. Był to jego jedyny start olimpijski.
Zdobył także srebrny medal drużynowo podczas mistrzostw świata w Denver w 1989 roku, startując wspólnie z Thorstenem Weidnerem, Mathiasem Geyem i Alexandrem Kochem.
Reprezentował klub 	FC Tauberbischofsheim. W 1988 roku wywalczył mistrzostwo RFN.